# Бейли, Уильям (военный)
Уильям Бейли (англ. William Baillie) — шотландский полководец, ковенантер, участник Гражданской войны в Шотландии 1644—1646 годов.
В 1630-х годов Уильям Бейли командовал наемным отрядом шотландских солдат на службе у короля Швеции Густава II Адольфа и принимал участие в Тридцатилетней войне. В 1639 году Бейли, по примеру большинства шотландских офицеров, вернулся в Шотландию и примкнул к ковенантскому движению.
Военный опыт Бейли нашел своё применение на службе в войсках шотландского парламента. После того, как в 1643 году между Шотландией и Англией был заключен военно-религиозный союз «Торжественная лига и Ковенант», генерал Бейли стал одним из командиров шотландской армии графа Лесли, направленной в Англию на борьбу с роялистами. Он руководил действиями пехоты в знаменитой битве при Марстон-Муре, причем стойкость его солдат послужила одной из причин победы парламентской армии над войсками короля Карла I.
В то же время в самой Шотландии началась гражданская война между ковенантерами и роялистами. Успехи последних, возглавляемых Джеймсом Грэмом, 1-м маркизом Монтрозом, заставили Ливена направить часть своей армии из Англии в Шотландию. Этот отряд возглавил Уильям Бейли. По прибытии в Шотландию генерал смог не допустить наступления роялистов в центральные регионы страны и вынудил Монтроза отступить на север. В апреле 1645 года армии Бейли почти удалось захватить роялистов врасплох у Данди, однако Монтрозу удалось уйти в горы. Затем Бейли разделил свои войска, пытаясь зажать роялистов между двумя парламентскими армиями. Однако в битве при Олдерне 9 мая 1645 года Монтроз разбил корпус Джона Урри, а два месяца спустя, 2 июля 1645 года в битве при Алфорде нанес поражение и самому Уильяму Бейли.
После поражения при Алфорде Бейли подал в отставку. Но лидеры ковенантеров её не приняли и приказали генералу сформировать новую армию. К августу 1645 года численность войск ковенантеров достигла почти 7 000 человек, что позволило Уильяму Бейли вновь попытаться остановить продвижение роялистов. Однако наличие в армии специального комитета парламента во главе с маркизом Аргайлом с правом решающего голоса в вопросах стратегии и тактики военных операций, помешало генералу выстроить свой план кампании. Под давлением комитета войска Уильяма Бейли были вынуждены 15 августа 1645 года начать при Килсайте генеральное сражение с армией Монтроза, в котором ковенантеры были полностью разбиты. С небольшим отрядом генерал бежал в Англию. Лишь после поражения Монтроза от войск Дэвида Лесли 13 сентября 1645 года (см. битва при Филипхоу), Бейли вернулся в Шотландию.
Во время второй гражданской войны 1648 года Уильям Бейли командовал пехотой в войсках герцога Гамильтона, которые вторглись в Англию с целью оказания помощи плененному королю Карлу I. В августе 1648 года шотландцы были разбиты Оливером Кромвелем в битве при Престоне. Генерал Бейли был вынужден сдаться в плен англичанам вместе со своим отрядом.